# エルザ・ブランディス
エルザ・ブランディス（Elza Brandeisz、1907年9月18日 - 2018年1月6日）は、ハンガリーの教師、スーパーセンテナリアン。諸国民の中の正義の人認定者の一人である。

## 来歴
1907年9月18日生まれ。
教師として働いており、その後の第二次世界大戦中、ユダヤ人の人々を助けていた。彼女が助けた人々の中には、投資家であるジョージ・ソロスなどがいた。戦後はバラトン湖のヴェロスベレニーにある学校で働き、退職後はショプロンに定住した。 1995年、彼女は諸国民の中の正義の人の称号を授与された。生前、ショプロンの最高齢者であった。2018年1月6日に居住していたアパートで死去した。当時は1日だけ年上のヤノスネ・ベリクが存命中であったため、存命中のハンガリー最高齢となることはなかった。